# Unser Planet (Film)
Unser Planet ist ein schwedischer Dokumentarfilm aus dem Jahr 2006 und war im November 2007 Teil des Filmfestivals ueber morgen. Er ist das aufwändigste Dokumentarprojekt Skandinaviens und wurde unter der Leitung von Michael Stenberg, Johan Söderberg und Linus Torell für 2,5 Millionen Euro in 25 Ländern gedreht.

## Inhalt
Nach neusten Schätzungen werden sich im Jahr 2050 über neun Milliarden Menschen den begrenzten Lebensraum teilen. In dem Dokumentarfilm wird deshalb die These aufgestellt, dass ökonomisches Wachstum und technologischer Fortschritt nicht mehr vereinbar mit dem Erhalt der ökologischen Lebensgrundlage sind.
In ständiger Betrachtung dieser These wird plausibel erläutert, dass der Mensch im Jahr 2050 fünf Erden benötigt, um allen Menschen das heutige Lebensniveau zu ermöglichen. Von dieser These ausgehend wird erklärt, dass – sofern alle Menschen die gleichen Rechte auf Verbrauch von Ressourcen besitzen – die Verhältnisse, in denen der Mensch heute lebt, neu geordnet werden müssen. Der Film verfolgt also eine stetige Aussage: „Wir haben nur einen Planeten und dessen Ressourcen sind beschränkt.“
Es kommen Wissenschaftler zu Wort wie Tim Barnett (Scripps Institution of Oceanography), Janos J. Bogardi (United Nations University, Institut für Umwelt und menschliche Sicherheit), Lester R. Brown (Earth Policy Institute), Herman Daly, Yvo de Boer (UN-Klimasekretariat), Gretchen Daily (Stanford University), Jared Diamond (University of California, Los Angeles), Ottmar Edenhofer (Potsdam-Institut für Klimafolgenforschung), Carl Folke (Universität Stockholm), Jill Jäger (Institut für Nachhaltigkeitsforschung), Udo Kuckartz (Universität Marburg), Sandra Lavorel, Robert Jay Lifton (Harvard University), George Monbiot (Oxford University), Norman Myers (Oxford University), Carlos Nobre (International Institute for Sustainable Development), Stuart Pimm (Duke University), Hans Joachim Schellnhuber (Potsdam-Institut für Klimafolgenforschung), Will Steffen (Australian National University) und Mathis Wackernagel (Global Footprint Network).
Beschrieben werden die Auswirkungen der Zunahme der Weltbevölkerung sowie des Ideals des Wirtschaftswachstums auf das Ökosystem Erde. Dabei wird eine wachstumskritische Position bezogen und unter anderem die Vorbildfunktion der heutigen Industriestaaten für Schwellenländer in Bezug auf nachhaltigen Konsum aufgezeigt.

„Wenn wir uns wirklich anstrengen würden, dann würden wir glaubwürdig werden. Und genau dann hätten wir eine Chance, andere Länder zu überzeugen, dass man ein gutes Leben, dass man wirtschaftlichen Fortschritt auch erreichen kann, indem man weniger Treibhausgase ausstößt. Genau darum geht es. Wir kommen alleine nicht mehr aus der Klima-Falle heraus. Das ist ganz klar, wir können das ausrechnen. Wenn Länder wie China und Indien nun einen genauso schmutzigen Entwicklungspfad nehmen wie wir ihn vorgelebt und vormacht haben, dann werden wir alle mit dem Klimaboot untergehen […].“

Zudem werden konkrete Kennzahlen genannt. So habe sich die Anzahl der Wirbeltiere im Lauf des 20. Jahrhunderts halbiert, während sich die menschliche Weltbevölkerung vervierfacht hat. Der Mensch habe bereits 50 % der Landmasse verändert. So werden auch weiterhin jedes Jahr Waldflächen in der Größe von Österreich und der Schweiz gerodet. In der Konsequenz sei die Anzahl der Naturkatastrophen in den letzten 40 Jahren um das Achtfache gestiegen. Es wurden unter anderem zehn Mal mehr unkontrollierbare Feuersbrünste registriert. Weiterhin zählen 20 % aller untersuchten Reptilien, 23 % der untersuchten Säugetiere, 31 % aller untersuchten Amphibien und gar 40 % aller untersuchten Fischen zu vom Aussterben bedrohten Arten.

## Vergleich mit der Osterinsel
Prof. Jared Diamond sieht die Abrodung der Osterinsel durch die damaligen Ureinwohner als abschreckendes Beispiel für nicht-nachhaltigen Konsum. Auf der Osterinsel lebte ein Urvolk aus dem polynesischen Raum, welches sich um 600 n. Chr. auf die im Pazifischen Ozean isolierte Insel begab. Zu dem Zeitpunkt soll die Insel stark bewaldet gewesen sein. Durch einen massiven Eingriff in das Ökosystem wurde das Gleichgewicht der Insel vernichtet. Es wird geschätzt, dass ab 1300 n. Chr. etwa 10 Millionen Bäume für zeremonielle Bauten durch Raubbau zerstört wurden. Daraufhin einsetzende Bodenerosion und Holzmangel führten zum Verlust von wichtigem Lebensraum und zu kriegerischen Handlungen um die letzten Ressourcen. Dieser Krieg vernichtete die Bevölkerung und die zeremoniellen Bauten auf der Insel. Dies wird als Beispiel für die mögliche zukünftige Entwicklung unserer Erde genannt. Denn der Mensch ist genauso isoliert wie die Ureinwohner auf der Insel zur damaligen Zeit und kann keine Hilfe von außen erwarten. Wenn die Ressourcen in Form von Erdöl, Holz, Trinkwasser und Nahrung erschöpft sind, wird es zu kriegerischen Auseinandersetzungen kommen, so die Theorie.

## Hintergrund

### Umsetzung
Der Dokumentarfilm nutzt schnelle Bildwechsel. Johan Söderberg erfrischt den Film mit elektronischer Musik gepaart mit ironischen Darstellungen. Dies ergibt eine leichte Abwechslung zu den deprimierenden Fakten.
Die Fakten werden in kurzen prägnanten Sätzen im Film präsentiert. Als Bilder dienen Naturaufnahmen und Aufnahmen von Politikern. Zwischen diesen befinden sich Ausschnitte aus Filmen und Fernsehserien.

### Aufführungen
Der Dokumentarfilm wurde beim US-amerikanischen Seattle International Film Festival und dem deutschen Filmfestival ueber morgen gezeigt. Im Produktionsland Schweden war er am 1. September 2006 zu sehen. Im deutschen Fernsehen wurde er am 2. Januar 2008 in der ARD sowie am 18. Juli 2010 auf 3sat ausgestrahlt. Die deutschsprachige Bearbeitung wurde von den Sprechern Jürgen Escher, Ulrike Froleyks, Lutz Göhnermeier, Hans Gerd Klibinger, Michael Müller, Ilona Polaschek, Lars Schmidtke, Hartmut Stanke, Karl-Heinz Tafel und Josef Tratnik nach einer Übersetzung von Ulrike Lowis unter der Redaktion von Matthias Kremin synchronisiert. Die Kameraarbeit der deutschen Fassung erfolgte durch Armin Fausten und Frank Hlawitschka.

## Kritik
Der Film enthalte „beeindruckende Naturaufnahmen“, die die „Schönheit der Natur“ zu vermitteln wissen, urteilt Stefan Stiletto von visionkino.de. Diese Aufnahmen stehen im Kontrast mit den aufgezeigten Konsequenzen des Raubbaus der natürlichen Ressourcen durch den Menschen. Der Film sei fächerübergreifend für den Schulunterricht geeignet, da „der mahnende Tonfall des Dokumentarfilms“, der „Kritik an der Konsumgesellschaft“ übe, dazu zwinge, „auch die eigenen Lebensgewohnheiten zu hinterfragen“.
Die Redaktion von kino.de ist der Meinung, den Regisseuren sei gelungen, „den Widerspruch von poetischer Natur und ökologischer Wirklichkeit“ einzufangen.

## Auszeichnungen
Die drei Regisseure Michael Stenberg, Johan Söderberg und Linus Torell wurden 2007 beim Vancouver International Film Festival mit dem Kyoto Planet Climate for Change Award ausgezeichnet.